# Babići (Kaštelir-Labinci)
Pour les articles homonymes, voir Babići.
Babići (en italien : Babic) est une localité de Croatie située en Istrie, dans la municipalité de Kaštelir-Labinci, dans le comitat d'Istrie. En 2001, la localité comptait 73 habitants.

## Démographie
| 1948 | 1953 | 1961 | 1971 | 1981 | 1991 | 2001 |
| ---- | ---- | ---- | ---- | ---- | ---- | ---- |
| 102  | 96   | 89   | 59   | 71   | 74   | 73   |